# Domagoj Vida
Domagoj Vida (Eszék, 1989. április 29. –) világbajnoki ezüst- és bronzérmes horvát horvát válogatott labdarúgó, az AÉK játékosa. Posztját tekintve középhátvéd. Magyar származású játékos, Magyarország déli határától 2 km-re fekvő Alsómiholjácon nevelkedett. Felmenői magyarok voltak, dédapja Baranya vármegyében, Mozsgón született. Tagja a magyar nyelvű és magyar hagyományokra építő alsómihályfalvi "Káposztások" gasztroklubnak, ahol a tagok hagyományosan magyar ételeket (töltött káposzta, krumplipüré) főznek. Édesapja, Vida Rudika szintén profi labdarúgó játékos volt korábban, a '90-es években csatárként a horvátországi Belistye csapatát erősítette.

## Pályafutása

### Klubcsapatokban
2003 és 2006 között az Osijek utánpótláscsapataiban szerepelt. A felnőtt csapatban  a 2006–2007-es idényben mutatkozhatott be 17 évesen. Első szezonjában tíz mérkőzésen lépett pályára.
2010. április 29-én a német Bayer Leverkusenhez igazolt.
A Bundesligában 2011. március 5-én lépett először pályára egy Wolfsburg ellen 3–0-ra megnyert találkozón. Első idényében az európai kupaporondon is bemutatkozhatott, összesen 8 alkalommal léphetett pályára.
2011-ben visszatért Horvátországba a Dinamo Zagrebhez.

### A válogatottban
Utánpótlásszinten tagja volt a horvát U19-es, U20-as és U21-es válogatottnak is.
A felnőtt csapatban 2010. május 23-án debütált egy Wales ellen 2–0-ra megnyert barátságos mérkőzésen.
Az Európa-bajnoki keretszűkítést követően a szövetségi kapitány Slaven Bilić nevezte őt a 2012-es Eb-re készülő 23 fős keretébe.
A 2018-as oroszországi világbajnokságon a döntőig menetelő horvát válogatott alapembere volt, Dejan Lovrennel kiegészülve alkotta a hátvédsor közepét. Az oroszok elleni negyeddöntőben ő szerezte meg a vezetést a hosszabbításban. Az orosz válogatott később egyenlített, ezzel büntetőpárbajra mentve a mérkőzést. Az egyik tizenegyest Vida értékesítette, ezzel is hozzájárulva csapata továbbjutásához.
2024. május 20-án bekerült Zlatko Dalić szövetségi kapitány a 2024-es labdarúgó-Európa-bajnokságra készülő 26 fős keretébe.

## Statisztika

### A válogatottban
| Válogatott   | Szezon   | Mérkőzés | Gól |
| ------------ | -------- | -------- | --- |
| Horvátország | 2010     | 2        | 0   |
| Horvátország | 2011     | 5        | 0   |
| Horvátország | 2012     | 8        | 0   |
| Horvátország | 2013     | 6        | 1   |
| Horvátország | 2014     | 6        | 0   |
| Horvátország | 2015     | 7        | 0   |
| Horvátország | 2016     | 12       | 0   |
| Horvátország | 2017     | 9        | 1   |
| Horvátország | 2018     | 16       | 2   |
| Horvátország | 2019     | 8        | 0   |
| Horvátország | 2020     | 5        | 0   |
| Horvátország | 2021     | 11       | 0   |
| Horvátország | 2022     | 5        | 0   |
| Horvátország | 2023     | 3        | 0   |
| Horvátország | 2024     | 1        | 0   |
| Összesen     | Összesen | 104      | 4   |

## Sikerei, díjai
Dinamo Zagreb
- Horvát bajnok: 2011–12, 2012–13
- Horvát-kupagyőztes: 2011–12

Dinamo Kijiv
- Ukrán bajnok: 2014–2015, 2015–2016
- Ukrán-kupagyőztes: 2013–2014, 2014–2015
- Ukrán labdarúgó-szuperkupa: 2016

Beşiktaş
- Török bajnok: 2020–21
- Török -kupagyőztes: 2020–21
- Török labdarúgó-szuperkupa: 2021

AÉK
- Görög bajnok: 2022–23
- Görög -kupagyőztes: 2022–23